# Riñinahue
Riñinahue es una aldea rural chilena ubicada en el homónimo Valle de Riñinahue, comuna de Lago Ranco, Provincia del Ranco en la XIV Región de Los Ríos. Posee una población cercana a los 301 habitantes.

## Historia
Riñinahue recibe su nombre de un término en mapudungún, idioma del pueblo mapuche. Fundado originalmente en lo que hoy se conoce como Epulafquén o Playa Riñinahue, fue un puerto de vapores que debió su existencia al auge maderero y a las necesidades de los colonos que avanzaban hacia la zona cordillerana. En los años 80, un incendio destruyó el retén de carabineros, que antiguamente estaba ubicado en Epulafquén. El fin de los vapores y el auge maderero hicieron que el pueblo paulatinamente se fuera ubicando a orillas del camino principal, donde se encuentra actualmente.
Luis Risopatrón describe el volcán en su Diccionario Jeográfico de Chile de 1924:: 770 

Riñinahue (Volcan) 40° 22' 72° 06' Hizo erupción el 7 de abril de 1907, con gran desprendimiento de gases i vapores i sus escorias formaron un dique de unos -40 m de altura en el curso del rio Nilahue, en cuya banda S se levanta a 304 m de altitud; tres meses después la fuerza de las aguas rompió la barrera. En una cañada surjen fuentes termales hirvientes sulfurosas i sumamente curativas. 73, p. 52 i 64 i mapa de Münnich (1908); i 120, p. 45.

## Erupciones volcánicas
El valle de Riñinahue ha sido afectado por actividad volcánica en dos oportunidades que han sido documentadas. La primera fue en julio de 1955 por la emisión de cenizas del volcán Carrán (desconocido en esa época).[cita requerida] La segunda fue en junio de 2011, cuando los habitantes del pueblo debieron evacuar debido a la erupción del Cordón Caulle.